# 2021 au Nunavut
Chronologie du Nunavut
- 2017
- 2018
- 2019
- 2020
- 2021
- 2022
- 2023
- 2024
- 2025

Cette page concerne des événements d'actualité qui se sont produits durant l'année 2021 dans le territoire canadienne du Nunavut.

## Politique
- Premier ministre : Joe Savikataaq
- Commissaire : Nellie Kusugak
- Législature : 5e (en)